# Candela Technology

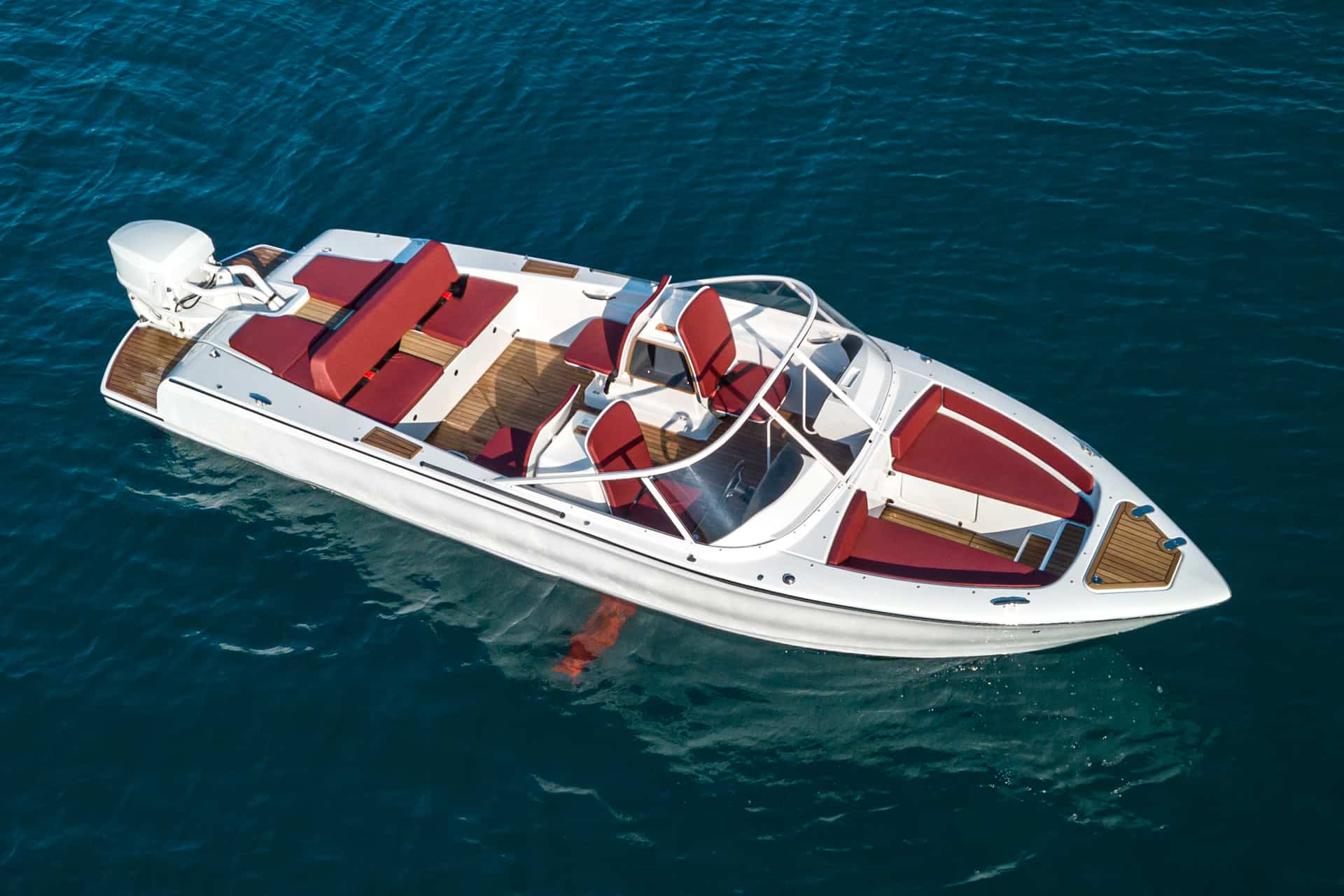
Candela C-7

Candela Technology AB är en svensk båtbyggare, som utvecklar och tillverkar batteridrivna bärplansfartyg. Företaget grundades 2014 av Per Gustav Hasselskog (f. 1971).
Candela Technology har utvecklat och tillverkar fritidsbåtarna Candela C-7 och Candela C-8 samt det tolv meter långa passagerarfartyget Candela P-12.
Tillverkningen sker i Rotebro i Sollentuna kommun.

## Provtrafik som pendelbåt i Stockholm
Candela Technology, Trafikverket och Region Stockholm driver 2024-2025 ett projekt för att under tre kvarts år testa passagerartrafik med ett batteridrivet bärplansfartyg av typ Candela P-12 Shuttle. Fartyget, E/S Nova går parallellt med ordinarie pendelfartyg mellan Klara Mälarstrand i Stockholm och Tappström i Ekerö på Storstockholms Lokaltrafiks linje 89 (Ekerölinjen).